# Комендантский дом (Петропавловская крепость)
Комендантский дом — строение (дом) в Петропавловской крепости, расположено между Нарышкиным бастионом и Петропавловским собором.
Окна комендантского дома направлены на гауптвахту и плясовую площадь.

## История
Первый деревянный дом для коменданта крепости был построен в 1704 году, затем он был перестроен в 1718 году. Главный корпус каменного обер-комендантского дома был построен по проекту военного инженера Христиана де Марина в 1743—1746 годах по инициативе коменданта Степана Лукича Игнатьева (так как в 1730-е деревянная постройка обветшала; проект де Марина дорабатывал И. де Колонг). В 1747—1748 годах с западной стороны дома был построен отдельно стоящий каменный одноэтажный служебный флигель с воротами на западном фасаде. По своим планам Комендантский дом (как и Инженерный) напоминал петербургские Почтовый, Конюшенный и Гостиный дворы (в целом постановка верхнего этажа на цокольный и планировка характерны для русского зодчества первой половины XVIII века).
В плане дом представляет замкнутый четырёхугольник с внутренним двором. Главный фасад дома ориентирован на восток; нижний этаж выполнен как цокольный, отделён от верхнего сильной горизонтальной тягой. Белые наличники окон здания и рельефные полосы рустовки по цокольному этажу служат эффектной отделкой на фоне розовых стен. Центральная часть комендантского дома увенчана треугольным фронтоном. Крыша высокая, но без характерного для петровского времени перелома. В 1750 году главный корпус и служебный флигель были соединены с устройством на северном фасаде воротного проезда, в результате чего окончательно сформировался комплекс здания с прямоугольным внутренним двором. Квартира коменданта Петербургской (Петропавловской) крепости занимала оба этажа Главного корпуса. Свой современный вид Комендантский дом приобрел в 1893 году, когда его служебный флигель был надстроен вторым этажом.
Должность коменданта являлась ответственной и считалась почётной. Комендантами назначались доверенные люди императора, боевые генералы, зачастую получившие ранение на войне. В их обязанности входило управление хозяйственной жизнью крепости, поддержание в готовности крепостного гарнизона, надзор за арестантами. Комендант также хранил «денежный сундук» Петропавловского собора и ключи от ковчегов в императорских и великокняжеских захоронениях.
Помимо покоев коменданта, в здании располагались также домовая церковь во имя Введения во храм Пресвятой Богородицы, комнаты прислуги и служебные помещения. Здесь же находилась канцелярия Комендантского управления. В Парадном зале 12 июля 1826 года декабристы выслушали свой приговор.
У восточной стены Петропавловского собора находится Комендантское кладбище. С 1720 по 1914 год здесь похоронили девятнадцать комендантов Петропавловской крепости.
Рядом с Комендантским домом расположено здание Гауптвахты.
В дни Октябрьской революции 1917 года в Комендантском доме находился штаб петроградского Военно-революционного комитета.
Комендантский дом реставрировали в 1960-х годах по проекту С. В. Чеканова и Т. С. Шихиной. При реставрации предполагалось возвращение фасадами облика XVIII века, в связи с этим был раскрыт проём ворот на северной стороне и разобрана пристроенная в XIX веке галерея. Оригинальные интерьеры, их планировка и отделка, к моменту начала реставрации не сохранились, но в трёх комнатах на втором этаже, где происходили заседания следственной комиссии, была с исторической точностью восстановлена отделка соответствующего периода, роспись под мрамор на стенах и откосах окон.
В 1975 году здесь открылась экспозиция «История Петербурга-Петрограда. 1703—1917 гг.»
В 2003 году над двориком Комендантского дома была установлена крыша.